# Дмитрулін Юрій Михайлович
Ю́рій Миха́йлович Дмитру́лін (нар. 10 лютого 1975, Снігурівка, Миколаївська область, Українська РСР, СРСР) — український футболіст, колишній захисник київського «Динамо» та національної збірної України. Багаторазовий чемпіон України та володар Кубка України. Універсальний гравець, який виступав на усіх позиціях у захисті, а також на позиції опорного півзахисника.

## Клубна кар'єра
Вихованець футболу Миколаївщини, у 13-річному віці переїхав до Києва, де продовжив навчання у київському спортінтернаті. По його завершенні, 1992 року був запрошений до клубу «Динамо» (Київ). 1993 року почав виступи у складі другої команд клубу, а 18 листопада 1994 року дебютував у вищій лізі чемпіонату України у складі головної команди грою проти івано-франківського «Прикарпаття» (перемога 4:0). Вже з початку 1995 року почав на регулярній основі потрапляти до основного складу «Динамо» і залишався одним з основних захисників київського клубу до 2004.
Загалом віддав київському «Динамо» понад 10 років ігрової кар'єри. Незважаючи на численні травми, відіграв протягом цього періоду 182 гри у чемпіонатах України та 57 матчів у розіграшах європейських кубків.
Припинивши потрапляти до головної команди «Динамо», 2005 року півсезону провів в оренді у сімферопольській «Таврії», а наступного року перейшов до російського клубу «Шинник» (Ярославль). Невдовзі повернувся до України. Останньою професійною командою гравця стала друголігова «Єдність» з Плисок, у складі якої він відіграв у 12 матчах протягом 2008 року. Згодом, у 2008—2009 грав у складі аматорської команди «Ірпінь» (Гореничі) у турнірах ААФУ.

## Виступи за збірну
1995 року викликався до молодіжної збірної України, у складі якої відіграв чотири гри.
З 1996 року почав долучатися до матчів національної збірної, у формі якої дебютував 13 серпня 1996 року у грі проти збірної Литви. Усього протягом 1996-2004 провів у складі головної команди України 39 матчів, відзначився одним забитим голом — 5 червня 1999 року у матчі кваліфікаційного турніру чемпіонату Європи 2000 року у ворота збірної Андорри.

## Досягнення
- У складі «Динамо» (Київ):

- Дев'ятиразовий чемпіон України 1995—2001, 2003, 2004;
- Шестиразовий володар Кубка України: 1993, 1996—2000, 2003, 2005;
- Володар Суперкубка України: 2004

- Особисті:

- Протягом 1999—2003 років п'ять разів обирався до переліку «33 найкращі футболісти України» за версією газети «Команда», тричі як лівий захисник і двічі як правий захисник.

- Орден «За мужність» III ступеня (2006)[2]

## ЄВРО-2012
Під час проведення фінальної частини європейського чемпіонату, залучався експертом на портал інформаційного агентства «Спорт України» для коментарів щодо проведених матчів за участю збірної України.